# Matthew Michel
Matthew John Michel (Schepdaal, 30 oktober 1988) is een Vlaams musical- en televisieacteur. Michel is vooral bekend voor zijn rol als Brandon in de Ketnetserie Ghost Rockers en van de Ketnetband, waar hij van 2015 tot 2019 deel van uitmaakte. Hij behaalde in 2011 zijn bachelor musicaltheater aan de Fontys Hogeschool voor de Kunsten en begon daarna aan zijn master Muziek.
Michel staat al op jonge leeftijd in musicals, maar begint pas tijdens zijn opleiding aan grotere rollen. Hoewel hij uit Vlaanderen komt, speelt hij met name in Nederlandse musicals. Toch bezorgt juist zijn enige Vlaamse rol, Vallier de Tilly in Lelies, hem de grootste erkenning: hiervoor won hij in 2012 de Vlaamse Musicalprijs voor Aanstormend Talent.
Zijn zangcarrière begon Michel in de kerstshows en clips van Samson en Gert, waarna hij in 2003 met vijf andere jongeren 6 Teens oprichtte. In 2004 deed Michel mee aan Fame, de talentenwedstrijd van de Free Record Shop, waar hij de trofee voor Zang wint. Als prijs mocht hij in 2005 een single opnemen. Dit nummer, geschreven door Xander de Buisonjé en getiteld Verslaafd aan jou, maakt deel uit van de soundtrack van Buitenspel. Ook met de band Pop4You uit de televisieserie On Tour heeft Michel regelmatig opgetreden. Hij was de dansleraar van Campus 12 en Ketnet Musical.

## Theater
| Titel                                        | Rol                                | Soort theater | Producent                      | Jaar      |
| -------------------------------------------- | ---------------------------------- | ------------- | ------------------------------ | --------- |
| Pinokkio                                     | Kinderensemble                     | musical       | Studio 100                     | 2000      |
| Kuifje: De Zonnetempel                       | Zorinno                            | musical       | Tabas&Co en Moulinsart         | 2002      |
| Joseph and the Amazing Technicolor Dreamcoat | Benjamin                           | musical       | Stage Entertainment            | 2009      |
| La Cage aux Folles                           | Cagelle / Etienne / US Jean-Michel | musical       | Stage Entertainment            | 2010      |
| The Wild Party                               | Jackie                             | musical       | Stage Entertainment            | 2011      |
| Lelies                                       | Vallier de Tilly                   | musical       | Judas Theaterproducties        | 2011      |
| Saturday Night Fever                         | Swing / US Frank jr. / Jay         | musical       | Stage Entertainment            | 2012      |
| Ja Zanna Nee Zanna                           | Zanna                              | musical       | M-Lab                          | 2012      |
| Shrek                                        | Peter Pan                          | musical       | Albert Verlinde Entertainment  | 2012      |
| Lelies                                       | Vallier de Tilly                   | musical       | Judas Theaterproducties        | 2015      |
| Jip & Janneke                                | Jip                                | theater       | Uitgezonderd Theater           | 2015      |
| Kadanza Together                             | Vince Petrelli                     | musical       | Studio 100/Ketnet              | 2016      |
| Grease                                       | Danny Zuko                         | musical       | Music Hall/Stage Entertainment | 2016      |
| The Rocky Horror Show                        | Rocky                              | musical       | Deep Bridge                    | 2017-2018 |
| Spamalot                                     | Ensemble                           | musical       | Deep Bridge                    | 2019      |
| La Cage aux Folles                           | Jean-Michel                        | musical       | Deep Bridge                    | 2019      |
| Mamma Mia                                    | Ensemble, alternate Sky            | musical       | Deep Bridge                    | 2020      |
| De 3 Biggetjes                               | Ensemble / US Willy                | musical       | Studio 100                     | 2024      |

## Televisie
- Ghost Rockers – Brandon Kent (2014-2017)
- On Tour – Daan (2012)
- James de musical (2021-heden)

## Stemwerk
- De avonturen van Bibi en Tina - Reeks 4 - Geheimzinnige Kerst (2019)
- Violetta – Andreas (2013-heden)
- Tinker Bell (2008)
- Harry Potter en de Orde van de Feniks (2007)
- Shrek de Derde (2007)
- Happy Feet (2006)